# Kurt Wilhelm Marek
Kurt W. Marek (írói álnevén C. W. Ceram) (Berlin, 1915. január 20. – Hamburg, 1972. április 14.) német újságíró, haditudósító, majd régészeti és kultúrtörténeti népszerű–tudományos művek szerzője.

## Életpályája
1933-tól dolgozott egy kiadóvállalatnál. Kezdetben irodalmi és filmkritikákat írt a Berliner Börsen-Courier lapban, de már 1934-ben önálló kiadócéget és folyóiratot alapított. A kiadó négy folyóiratszám és egyetlen kiadott könyv után megszűnt.
Újságírásból kereste kenyerét. Első rádiójátéka sikeres volt, de a német irodalmi cenzúra felállításával írói tevékenységét nem folytathatta. A régészettel való ismerkedés egyfajta kiutat jelentett számára a cenzúra felügyelete alól, írói álneve is erre az időszakra datálódik. Az Ullstein folyóirat-szerkesztőségben hamarosan a kultúrkurriózumok felelőse lett.
A második világháborúban Marek a hadsereg egyik propagandista századának (Propagandakompanie) tagja lett. Ebben a minőségében jelen volt a narviki partraszállásnál. A sztálingrádi csatában és a Monte Cassinó-i harcokban is a haderő hivatalos tudósítójaként vett részt.
A háború után a Die Welt szerkesztője lett 1945 és 1948 között. Megváltoztatta szerzői nevét, hogy elhatárolja magát korábbi, a náci propagandát segítő műveitől. (Új szerzői álneve, C. W. Ceram, nevének visszafelé olvasott változata, K helyén C betűkkel).
1952-ig a Rowohlt kiadó főlektora volt. Részt vett az Északnémet Rádió (Norddeutsche Rundfunk) és a Benjamin ifjúsági folyóirat munkáiban is. Emellett cikkeket, vitairatokat, elő- és utószavakat írt a kiadó által kiadott művekhez. 1952-ben nősült meg.
1945-től négy évig rendszerezte a korábban összegyűjtött adatait a Régészet regénye első kiadásához. Váratlan sikert aratott közérthető stílusával és lebilincselő előadásmódjával, már életében 26 nyelvre lefordították és Németországban kétmillió példányt adtak el. Hasonlóan sikeresek lettek a Mozi régészete, a Hettiták regénye és az Antik világ nyomában című munkái.
Saját álláspontja szerint életművének csúcsa a Provokatív jegyzetek című tanulmánygyűjteménye.
57 évesen, írói és kultúrtörténészi sikereinek csúcsán szívroham végzett vele.

## Emlékezete
Két évvel elhunyta után, 1974-ben a bonni Rajnavidéki Tartományi Múzeum (Rheinisches Landesmuseum Bonn) megalapította a Ceram-díjat (Ceram-Preis), amelyet a régészetről szóló szakkönyvek alkotóinak ítélnek oda. A díjat néhány évente, szabálytalan gyakorisággal adják.

## Művei
- Wir hielten Narvik, 1941
- Rote Spiegel – überall am Feind. Von den Kanonieren des Reichsmarschalls, 1943
- Götter, Gräber und Gelehrte. Roman der Archäologie, 1949 (A régészet regénye)
- Enge Schlucht und schwarzer Berg – Die Entdeckung des Hethiterreiches, 1955 (A hettiták regénye)
- Götter, Gräber und Gelehrte im Bild (ergänzender Bildband), 1957 (A régészet regénye képekben)
- Provokatorische Notizen, 1960 (Provokatív jegyzetek)
- Eine Archäologie des Kinos, 1965 (A mozi régészete)
- Ruhmestaten der Archäologie. Götter, Gräber und Gelehrte in Dokumenten, 1965 (Szerkesztőként)
- Der erste Amerikaner, 1972, als Taschenbuch bei Rowohlt, Reinbek (Az első amerikai)
- Wie zwei Weltbeststeller entstanden, 1974 (feleségével, Hannelore Marekkel közösen írt mű)

## Magyarul
- A régészet regénye; ford. Gottschlig Ferenc; Gondolat, Bp., 1959
- A hettiták regénye; ford. M. Hegyi Márton; Gondolat, Bp., 1964
- Az első amerikai. Az észak-amerikai régészet regénye; ford. Balassa Klára, ill. Hannelore Marek; Gondolat, Bp., 1979